# نادژدا اوستیوخینا
نادژدا اوستیوخینا (روسی: Надежда Александровна Евстюхина؛ زادهٔ ۲۷ مهٔ ۱۹۸۸) وزنه‌بردار اهل روسیه است.
وی در مسابقات کشوری و بین‌المللی در مجموع برندهٔ ۵ مدال طلا، ۲ مدال نقره، ۲ مدال برنز شده‌است.